# Sumatrabulbyl
För fågelarten Hemixos leucogrammicus, se vitstreckad bulbyl.
Sumatrabulbyl (Ixos sumatranus) är en fågelart i familjen bulbyler inom ordningen tättingar.

## Utseende och läte
Sumatrabulbylen är en bulbyl med lång och smal näbb och en liten huvudtofs som inte alltid är synlig. Fjäderdräkten är dämpad i färgerna, med olivgrönt på rygg och vingar och tydligt streckad undersida. Jämfört med den mindre arten vitstreckad bulbyl är huvudtofsen mindre framträdande, ögat mörktm, näbben längre och strecken på bröstet längre. Bland lätena hörs olika pipande ljud, stigande "swit!" samt vassa och ljudliga "chew’wit!".

## Utbredning och systematik
Fågeln förekommer enbart i bergstrakter på västra Sumatra. Den betraktas traditionellt som underart till sundabulbyl (Ixos virescens) men urskiljs sedan 2016 som egen art av Birdlife International och IUCN, sedan 2021 även av tongivande International Ornithological Congress (IOC).

## Levnadssätt
Sumatrabulbylen hittas i bergsskogar. Där slår den ofta följe med kringvandrande artblandade flockar.

## Status och hot
Arten har ett stort utbredningsområde, men tros minska i antal, dock inte tillräckligt kraftigt för att den ska betraktas som hotad. Internationella naturvårdsunionen IUCN listar arten som livskraftig (LC).